# فوهة أكيلوس

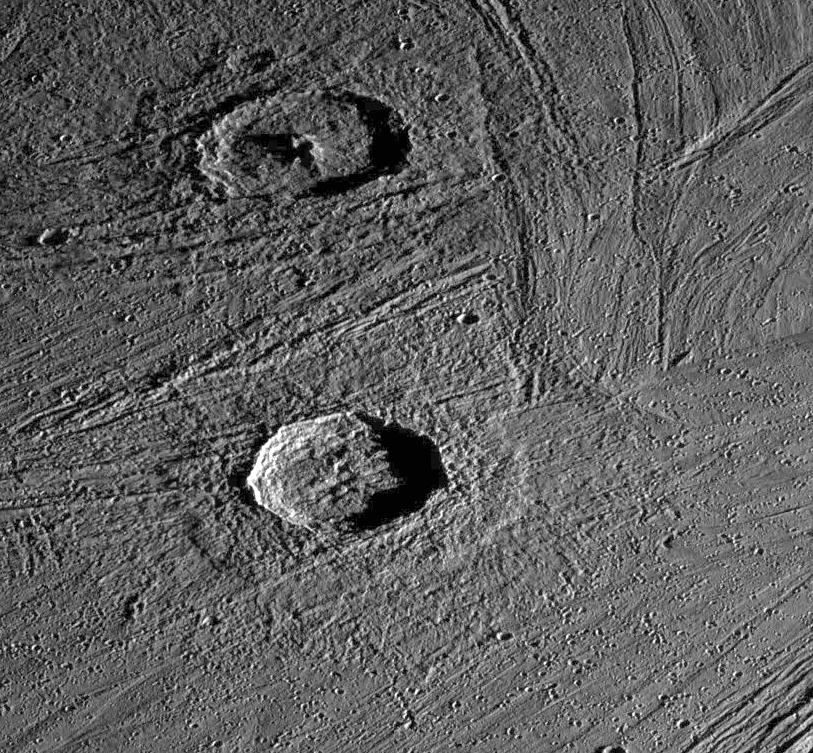

فوهة أكيلوس (بالإنجليزية: Achelous crater)‏ هي فوهة صدمية على غانيميد، أكبر أقمار المجموعة الشمسية وهو ضمن الأقمار الأربعة لأضخم كوكب المشتري. وهي متاخمة لفوهة غولا المماثلة بالحجم. يبلغ قطرها حوالي 40 كيلومتراً.